# Campeonato Uruguaio de Futebol de 2019
A temporada de 2019 da Primera División do Campeonato Uruguaio de Futebol (oficialmente Campeonato Uruguayo de Primera División Profesional de 2019) é a 116ª edição do campeonato de clubes da primeira divisão do futebol uruguaio. É organizado pela Associação Uruguaia de Futebol (AUF) e denominado oficialmente 100 Años de Racing Club de Montevideo, instituição centanária do país. O torneio foi iniciado em 16 de fevereiro e termina em dezembro de 2019.

## Sistema de disputa
Esta edição está sendo disputada em três torneios: Apertura, Intermedio e Clausura. O Apertura será nomeado John Lazaroff, um dos fundadores de Danubio, morto em 12 de março de 2018 e o Clausura levará o nome de Frunz Oppenhelmer, em homenagem ao ex-vice-presidente do Defensor Sporting Club, que morreu em 28 de novembro de 2018. No Torneo Apertura, as dezesseis equipes se enfrentarão em sistema de todos contra todos, totalizando quinze jogos por clube. Após o Apertura, haverá um recesso para a participação do Uruguai na Copa América. Com base na classificação do Apertura, as equipes disputarão o Torneo Intermedio em sistema de todos contra todos divididos em dois grupos (posições ímpares em um grupo e pares no outro), em jogos dentro do mesmo grupo, totalizando sete jogos por clube. Os vencedores de cada grupo se enfrentarão em final única para definir o campeão do torneio. Na sequência, será disputada o Torneo Clausura, no idêntico ao Apertura, mas com a inversão dos mandos de campo.
Para definir o campeão uruguaio de 2019, os campeões dos torneios Apertura e Clausura se enfrentarão em uma semifinal. O vencedor da disputa enfrentará o líder da classificação geral da competição, que inclui a soma dos pontos dos três torneios disputados. Caso uma mesma equipe vença os torneios Apertura e Clausura, não haverá disputa de semifinal. Se uma mesma equipe vencer a semifinal e for a líder da tabela geral, não haverá disputa de final.
O campeão uruguaio e o vice-campeão (ou o 2º colocado na tabela geral, caso não haja final) terão vaga na fase de grupos da CONMEBOL Libertadores de 2020. As equipes que ficarem em 3º e 4º lugares na tabela geral também se classificarão a essa competição, mas entrarão na fase preliminar. O vencedor do Torneo Intermedio se classificará para a CONMEBOL Sul-Americana de 2020, além das equipes que ficarem em 5º, 6º e 7º lugares na tabela geral. Se o vencedor do Intermedio estiver entre os classificados para a Libertadores, o 8º colocado na tabela geral terá vaga na Sul-Americana.

## Participantes

### Promovidos e rebaixados da temporada anterior
O número de clubes para a temporada de 2019 permanece o mesmo da temporada de 2018, ou seja, 16 times. Sendo 13 deles que permaneceram da temporada anterior e mais três que subiram da segunda divisão do ano anterior. O El Tanque Sisley, que não competiu na temporada de 2018, bem como os dois últimos colocados na tabela de rebaixamento da temporada de 2018, Torque e Atenas, foram rebaixados para a Segunda División de 2019. No seus lugares, entrarão, Cerro Largo, Juventud e Plaza Colonia, que foram promovidos da Segunda División de 2018.
| Pos. | Rebaixados para a Segunda División |
| ---- | ---------------------------------- |
| 14   | Torque                             |
| 15   | Atenas                             |
| 16   | El Tanque Sisley                   |

| Pos. | Promovidos da Segunda División |
| ---- | ------------------------------ |
| 1    | Cerro Largo                    |
| 2    | Juventud                       |
| 3    | Plaza Colonia                  |

### Informações das equipes
| Equipe               | Cidade                 | Estádio (mando)              | Títulos (último)       | Em 2018      |
| -------------------- | ---------------------- | ---------------------------- | ---------------------- | ------------ |
| Boston River         | Montevidéu             | Complejo Rentistas           | 0— (nenhum)            | 12º          |
| Cerro                | Montevidéu             | Luis Tróccoli                | 0— (nenhum)            | 5º           |
| Cerro Largo          | Melo                   | Ubilla                       | 0— (nenhum)            |              |
| Danubio              | Montevidéu             | María Mincheff de Lazaroff   | 03 (último em 2013–14) | 3º           |
| Defensor Sporting    | Montevidéu             | Luis Franzini                | 04 (último em 2007–08) | 4º           |
| Fénix                | Montevidéu             | Parque Capurro               | 0— (nenhum)            | 11º          |
| Juventud             | Las Piedras            | Parque Artigas               | 0— (nenhum)            |              |
| Liverpool            | Montevidéu             | Belvedere                    | 0— (nenhum)            | 8º           |
| Montevideo Wanderers | Montevidéu             | Parque Alfredo Víctor Viera  | 03 (último em 1931)    | 6º           |
| Nacional             | Montevidéu             | Gran Parque Central          | 046 (último em 2016)   | Vice-campeão |
| Peñarol              | Montevidéu             | Campeón del Siglo            | 050 (último em 2018)   | Campeão      |
| Plaza Colonia        | Colonia del Sacramento | Suppici                      | 0— (nenhum)            |              |
| Progreso             | Montevidéu             | Abraham Paladino             | 01 (último em 1989)    | 9º           |
| Racing               | Montevidéu             | Parque Osvaldo Roberto       | 0— (nenhum)            | 10º          |
| Rampla Juniors       | Montevidéu             | Olímpico                     | 01 (último em 1927)    | 13º          |
| River Plate          | Montevidéu             | Parque Federico Omar Saroldi | 0— (nenhum)            | 7º           |

Notas:
1. ↑  Estádio de propriedade do Club Atlético Rentistas.
2. ↑  Estádio de propriedade da Intendencia de Cerro Largo.
3. ↑  Estádio de propriedade da Intendencia de Canelones.
4. ↑  Incluindo os títulos do CURCC.
5. ↑  Estádio de propriedade da Intendencia de Colonia.

## TorneioApertura
O Torneo Apertura, nomeado "Sr. Juan Lazaroff", é o primeiro torneio da temporada de 2019. Começou em 16 de fevereiro e foi concluído em 5 de junho.

### Classificação doApertura
| Pos | Equipe               | Pts | J  | V | E | D | GP | GC | SG  | Classificação                  |
| --- | -------------------- | --- | -- | - | - | - | -- | -- | --- | ------------------------------ |
| 1   | Peñarol              | 31  | 15 | 9 | 4 | 2 | 27 | 11 | +16 | Classificado para a Fase final |
| 2   | Fénix                | 28  | 15 | 8 | 4 | 3 | 36 | 26 | +10 |                                |
| 3   | Nacional             | 27  | 15 | 7 | 6 | 2 | 32 | 17 | +15 |                                |
| 4   | Cerro Largo          | 27  | 15 | 8 | 3 | 4 | 23 | 12 | +11 |                                |
| 5   | Danubio              | 27  | 15 | 8 | 3 | 4 | 22 | 17 | +5  |                                |
| 6   | Montevideo Wanderers | 23  | 15 | 6 | 5 | 4 | 21 | 22 | −1  |                                |
| 7   | Progreso             | 22  | 15 | 6 | 4 | 5 | 27 | 25 | +2  |                                |
| 8   | Liverpool            | 20  | 15 | 5 | 5 | 5 | 29 | 29 | 0   |                                |
| 9   | Boston River         | 20  | 15 | 5 | 5 | 5 | 18 | 22 | −4  |                                |
| 10  | Rampla Juniors       | 18  | 15 | 5 | 3 | 7 | 16 | 23 | −7  |                                |
| 11  | Defensor Sporting    | 16  | 15 | 4 | 4 | 7 | 21 | 27 | −6  |                                |
| 12  | Racing               | 15  | 15 | 4 | 3 | 8 | 20 | 30 | −10 |                                |
| 13  | Juventud             | 14  | 15 | 4 | 2 | 9 | 21 | 22 | −1  |                                |
| 14  | Plaza Colonia        | 14  | 15 | 3 | 5 | 7 | 15 | 21 | −6  |                                |
| 15  | River Plate          | 14  | 15 | 3 | 5 | 7 | 14 | 30 | −16 |                                |
| 16  | Cerro                | 12  | 15 | 3 | 3 | 9 | 14 | 23 | −9  |                                |

### Artilharia doApertura
| Gols | Jogador              | Clube                |
| ---- | -------------------- | -------------------- |
| 12   | Leonardo Fernández   | Fénix                |
| 11   | Sebastián Sosa       | Cerro Largo          |
| 11   | Joaquín Zeballos     | Juventud             |
| 9    | Maximiliano Pérez    | Fénix                |
| 9    | Juan Ignacio Ramírez | Liverpool            |
| 8    | Gonzalo Bergessio    | Nacional             |
| 7    | Carlos Grossmüller   | Danubio              |
| 7    | Rodrigo Pastorini    | Montevideo Wanderers |
| 7    | Maximiliano Pérez    | Boston River         |
| 7    | Cecilio Waterman     | Plaza Colonia        |

## TorneioIntermedio
O Intermedio foi o segundo torneio da temporada de 2019, disputado entre os torneios Apertura e Clausura. Consistiu em dois grupos (A e B) compostos de acordo com a classificação final do Torneio Apertura: as equipes em posições ímpares jogaram no Grupo A (grupo do campeão do Apertura) e as equipes nas posições pares foram ao Grupo B. A largada foi dada em 13 de julho e terminou em 8 de setembro, e o vencedor ganhou uma vaga na Copa Sul-Americana de 2020 e na Supercopa do Uruguai de 2020.

### Classificação do Grupo A doIntermedio
| Pos | Equipe            | Pts | J | V | E | D | GP | GC | SG | Classificação       |     | RIV | NAC | PRO | PEÑ | DFS | JUV | BOR | DAN |
| --- | ----------------- | --- | - | - | - | - | -- | -- | -- | ------------------- | --- | --- | --- | --- | --- | --- | --- | --- | --- |
| 1   | River Plate       | 15  | 7 | 4 | 3 | 0 | 7  | 3  | +4 | Final do Intermedio |     | —   | —   | 0–0 | 1–0 | 2–1 | —   | —   | —   |
| 2   | Nacional          | 14  | 7 | 4 | 2 | 1 | 13 | 6  | +7 |                     |     | 1–1 | —   | 4–2 | 3–0 | 1–2 | —   | —   | —   |
| 3   | Progreso          | 10  | 7 | 2 | 4 | 1 | 9  | 7  | +2 |                     | —   | —   | —   | 1–1 | 3–1 | 0–0 | —   | 2–0 |     |
| 4   | Peñarol           | 9   | 7 | 2 | 3 | 2 | 9  | 7  | +2 |                     | —   | —   | —   | —   | —   | 0–0 | 4–0 | 2–0 |     |
| 5   | Defensor Sporting | 9   | 7 | 2 | 3 | 2 | 12 | 12 | 0  |                     | —   | —   | —   | 2–2 | —   | 1–1 | 2–2 | 3–1 |     |
| 6   | Juventud          | 7   | 7 | 1 | 4 | 2 | 5  | 7  | −2 |                     | 1–2 | 0–2 | —   | —   | —   | —   | 1–0 | 2–2 |     |
| 7   | Boston River      | 7   | 7 | 1 | 4 | 2 | 5  | 9  | −4 |                     | 0–0 | 0–0 | 1–1 | —   | —   | —   | —   | —   |     |
| 8   | Danubio           | 1   | 7 | 0 | 1 | 6 | 5  | 14 | −9 |                     | 0–1 | 1–2 | —   | —   | —   | —   | 1–2 | —   |     |

### Classificação do Grupo B doIntermedio
| Pos | Equipe               | Pts | J | V | E | D | GP | GC | SG  | Classificação       |     | LIV | CRL | PCO | FNX | RAJ | CRR | RAC | WAN |
| --- | -------------------- | --- | - | - | - | - | -- | -- | --- | ------------------- | --- | --- | --- | --- | --- | --- | --- | --- | --- |
| 1   | Liverpool            | 18  | 7 | 6 | 0 | 1 | 18 | 5  | +13 | Final do Intermedio |     | —   | —   | 3–0 | 5–1 | —   | —   | 3–1 | 3–1 |
| 2   | Cerro Largo          | 16  | 7 | 5 | 1 | 1 | 11 | 5  | +6  |                     |     | 1–0 | —   | —   | 1–0 | —   | 2–0 | 3–0 | —   |
| 3   | Plaza Colonia        | 13  | 7 | 4 | 1 | 2 | 9  | 7  | +2  |                     | —   | 3–1 | —   | —   | 1–2 | 0–0 | —   | 2–1 |     |
| 4   | Fénix                | 9   | 7 | 3 | 0 | 4 | 7  | 10 | −3  |                     | —   | —   | 0–1 | —   | 1–0 | —   | —   | 3–0 |     |
| 5   | Rampla Juniors       | 7   | 7 | 2 | 1 | 4 | 11 | 12 | −1  |                     | 1–2 | 1–1 | —   | —   | —   | 0–1 | —   | —   |     |
| 6   | Cerro                | 7   | 7 | 2 | 1 | 4 | 3  | 7  | −4  |                     | 0–2 | —   | —   | 0–1 | —   | —   | 1–2 | —   |     |
| 7   | Racing               | 7   | 7 | 2 | 1 | 4 | 10 | 16 | −6  |                     | —   | —   | 0–2 | 3–1 | 2–4 | —   | —   | 2–2 |     |
| 8   | Montevideo Wanderers | 4   | 7 | 1 | 1 | 5 | 9  | 16 | −7  |                     | —   | 1–2 | —   | —   | 4–3 | 0–1 | —   | —   |     |

### Final doIntermedio
| 8 de setembro de 2019                                          | Liverpool                   | 2 – 2 (pro.) (5–4 pen.)                                      | River Plate                 | Montevideo                                     |  |
| 15:00                                                          | - Ramírez 20' - Olivera 97' |                                                              | - Piquerez 69' - Viera 110' | Estádio: Luis Franzini Árbitro: Andrés Matonte |  |
|                                                                |                             | Penalidades                                                  |                             |                                                |  |
| - Olivera - Martínez - Ramírez - Cándido - Acevedo - Caballero |                             | - Alonso - Rodríguez - Leites - Fernández - Piquerez - Píriz |                             |                                                |  |

### Artilharia doIntermedio
| Gols | Jogador              | Clube             |
| ---- | -------------------- | ----------------- |
| 9    | Juan Ignacio Ramírez | Liverpool         |
| 6    | Mariano Pavone       | Defensor Sporting |
| 5    | Gonzalo Bergessio    | Nacional          |
| 4    | Jonathan Dos Santos  | Cerro Largo       |
| 4    | Federico Martínez    | Liverpool         |
| 4    | Nicolás Sosa         | Racing            |
| 4    | Cecilio Waterman     | Plaza Colonia     |

## TorneioClausura
O Torneo Clausura, também conhecido como Sr. Franz Oppenheimer, é o terceiro e último torneio da temporada de 2019. Começou em 14 de setembro e terminou em 5 de dezembro de 2019.

### Classificação doClausura
| Pos | Equipe               | Pts | J  | V  | E | D | GP | GC | SG  | Classificação               |
| --- | -------------------- | --- | -- | -- | - | - | -- | -- | --- | --------------------------- |
| 1   | Nacional             | 34  | 15 | 11 | 1 | 3 | 27 | 10 | +17 | Avançam à Final do Clausura |
| 2   | Peñarol              | 34  | 15 | 10 | 4 | 1 | 21 | 10 | +11 | Avançam à Final do Clausura |
| 3   | Progreso             | 33  | 15 | 9  | 4 | 2 | 22 | 14 | +8  |                             |
| 4   | Plaza Colonia        | 29  | 15 | 9  | 2 | 4 | 16 | 9  | +7  |                             |
| 5   | Cerro Largo          | 26  | 15 | 8  | 2 | 5 | 22 | 17 | +5  |                             |
| 6   | River Plate          | 22  | 15 | 6  | 4 | 5 | 20 | 19 | +1  |                             |
| 7   | Liverpool            | 21  | 15 | 5  | 6 | 4 | 14 | 13 | +1  |                             |
| 8   | Boston River         | 21  | 15 | 6  | 3 | 6 | 18 | 19 | −1  |                             |
| 9   | Defensor Sporting    | 20  | 15 | 6  | 2 | 7 | 25 | 22 | +3  |                             |
| 10  | Montevideo Wanderers | 19  | 15 | 5  | 4 | 6 | 19 | 18 | +1  |                             |
| 11  | Racing               | 15  | 15 | 4  | 3 | 8 | 20 | 26 | −6  |                             |
| 12  | Cerro                | 14  | 15 | 4  | 3 | 8 | 14 | 22 | −8  |                             |
| 13  | Danubio              | 13  | 15 | 3  | 4 | 8 | 14 | 21 | −7  |                             |
| 14  | Juventud             | 11  | 15 | 2  | 5 | 8 | 13 | 23 | −10 |                             |
| 15  | Fénix                | 11  | 15 | 2  | 5 | 8 | 16 | 27 | −11 |                             |
| 16  | Rampla Juniors       | 10  | 15 | 2  | 4 | 9 | 16 | 28 | −12 |                             |

1. ↑  O Progreso recebeu dois pontos por conta de um jogador irregular usado pelo Cerro Largo numa partida entre as duas equipes pelo Torneo Clausura.[7]
2. ↑  O Cerro Largo perdeu um ponto por conta da escalação de um jogador irregular na partida ante o Progreso numa partida entre as duas equipes pelo Torneo Clausura.[7]

### Resultados
| Mandante \ Visitante | BOR | CRR | CRL | DAN | DFS | FNX | JUV | LIV | WAN | NAC | PEÑ | PCO | PRO | RAC | RAJ | RIV |
| -------------------- | --- | --- | --- | --- | --- | --- | --- | --- | --- | --- | --- | --- | --- | --- | --- | --- |
| Boston River         | —   | 2–2 | —   | 3–1 | 1–4 | —   | 2–1 | —   | 1–3 | 0–2 | —   | —   | 1–1 | —   | —   | —   |
| Cerro                | —   | —   | 0–2 | 0–1 | —   | 1–0 | —   | 0–2 | —   | —   | 1–3 | —   | —   | 1–0 | 0–1 | 3–2 |
| Cerro Largo          | 1–0 | —   | —   | —   | 1–4 | —   | 2–0 | 1–1 | 0–2 | —   | —   | —   | —   | 2–1 | 5–1 | —   |
| Danubio              | —   | —   | 1–2 | —   | —   | 1–1 | —   | 1–2 | —   | —   | 0–2 | 0–1 | —   | 3–2 | 1–1 | 1–1 |
| Defensor Sporting    | —   | 1–1 | —   | 1–2 | —   | —   | —   | 0–0 | —   | 2–1 | —   | —   | 2–4 | 4–0 | 1–0 | —   |
| Fénix                | 1–2 | —   | 1–1 | —   | 3–2 | —   | 2–2 | —   | 3–3 | —   | —   | 0–2 | 1–2 | —   | —   | 1–0 |
| Juventud             | —   | 4–2 | —   | 0–0 | 1–3 | —   | —   | 0–0 | —   | 0–3 | 1–1 | —   | 1–2 | 0–0 | —   | —   |
| Liverpool            | 0–0 | —   | —   | —   | —   | 1–1 | —   | —   | 2–2 | —   | 1–0 | 0–1 | —   | —   | 1–0 | 0–1 |
| Montevideo Wanderers | —   | 0–2 | —   | 2–1 | 2–0 | —   | 3–0 | —   | —   | 0–1 | —   | —   | 0–1 | 0–2 | —   | —   |
| Nacional             | —   | 2–0 | 0–1 | 1–0 | —   | 2–0 | —   | 4–1 | —   | —   | 0–0 | —   | —   | 3–0 | 4–3 | —   |
| Peñarol              | 1–0 | —   | 2–1 | —   | 1–0 | 2–1 | —   | —   | 1–0 | —   | —   | 2–1 | —   | —   | —   | 1–0 |
| Plaza Colonia        | 1–0 | 1–0 | 1–0 | —   | 4–1 | —   | 1–0 | —   | 0–0 | 0–2 | —   | —   | 0–1 | —   | —   | —   |
| Progreso             | —   | 1–1 | 0–1 | 2–1 | —   | —   | —   | 2–1 | —   | 0–1 | 0–0 | —   | —   | 2–1 | 2–2 | —   |
| Racing               | 0–1 | —   | —   | —   | —   | 4–1 | —   | 0–2 | —   | —   | 3–3 | 3–2 | —   | —   | 3–1 | 1–1 |
| Rampla Juniors       | 0–1 | —   | —   | —   | —   |     | 1–3 | —   | 1–1 | —   | 1–2 | 0–1 | —   | —   | —   | 2–2 |
| River Plate          | 1–4 | —   | 3–2 | —   | 1–0 | —   | 1–0 | —   | 3–1 | 3–1 | —   | 0–0 | 1–2 | —   | —   | —   |

### Final doClausura
| 11 de dezembro | Peñarol | 0 – 2     | Nacional               | Montevidéu                                  |  |
| 20:30          |         | Relatório | 62' Chory · 66' Corujo | Estádio: Centenario Árbitro: Andres Matonte |  |

### Artilharia doClausura
| Gols | Jogador              | Clube                |
| ---- | -------------------- | -------------------- |
| 7    | Jonathan Dos Santos  | Cerro Largo          |
| 6    | Joaquín Zeballos     | Juventud             |
| 6    | Nicolás Sosa         | Racing               |
| 5    | Facundo Rodríguez    | Boston River         |
| 5    | Juan Ignacio Ramírez | Liverpool            |
| 5    | Matías Castro        | Montevideo Wanderers |
| 5    | Gonzalo Bergessio    | Nacional             |
| 5    | Xisco Jiménez        | Peñarol              |
| 5    | Cecilio Waterman     | Plaza Colonia        |

## Classificação geral
| Pos | Equipe               | Pts | J  | V  | E  | D  | GP | GC | SG  | Classificação                                    |
| --- | -------------------- | --- | -- | -- | -- | -- | -- | -- | --- | ------------------------------------------------ |
| 1   | Nacional             | 75  | 37 | 22 | 9  | 6  | 72 | 33 | +39 | Fase final e fase de grupos da Taça Libertadores |
| 2   | Peñarol              | 74  | 37 | 21 | 11 | 5  | 58 | 27 | +31 | Fase final e fase de grupos da Taça Libertadores |
| 3   | Cerro Largo          | 69  | 37 | 21 | 6  | 10 | 56 | 34 | +22 | Segunda fase da Taça Libertadores                |
| 4   | Progreso             | 65  | 37 | 17 | 12 | 8  | 58 | 46 | +12 | Primeira fase da Taça Libertadores               |
| 5   | Liverpool            | 59  | 37 | 16 | 11 | 10 | 61 | 47 | +14 | Primeira fase da Copa Sul-Americana              |
| 6   | Plaza Colonia        | 56  | 37 | 16 | 8  | 13 | 40 | 37 | +3  | Primeira fase da Copa Sul-Americana              |
| 7   | River Plate          | 51  | 37 | 13 | 12 | 12 | 41 | 52 | −11 | Primeira fase da Copa Sul-Americana              |
| 8   | Fénix                | 48  | 37 | 13 | 9  | 15 | 60 | 63 | −3  | Primeira fase da Copa Sul-Americana              |
| 9   | Boston River         | 48  | 37 | 12 | 12 | 13 | 41 | 50 | −9  |                                                  |
| 10  | Montevideo Wanderers | 46  | 37 | 12 | 10 | 15 | 49 | 56 | −7  |                                                  |
| 11  | Defensor Sporting    | 45  | 37 | 12 | 9  | 16 | 58 | 61 | −3  |                                                  |
| 12  | Danubio              | 41  | 37 | 11 | 8  | 18 | 41 | 52 | −11 |                                                  |
| 13  | Racing               | 37  | 37 | 10 | 7  | 20 | 50 | 72 | −22 |                                                  |
| 14  | Rampla Juniors       | 35  | 37 | 9  | 8  | 20 | 44 | 62 | −18 |                                                  |
| 15  | Cerro                | 33  | 37 | 9  | 7  | 21 | 31 | 52 | −21 |                                                  |
| 16  | Juventud             | 32  | 37 | 7  | 11 | 19 | 39 | 52 | −13 |                                                  |

1. ↑  O Progreso teve um acréscimo de dois pontos.[7]
2. ↑  O Cerro Largo teve uma dedução de um ponto.[7]

## Rebaixamento
Ao final da temporada do campeonato, cairão para a Segunda División (segunda divisão uruguaia) os times com os três piores promédios. O promédio é determinado ao final da temporada, onde computa-se a média de pontos ganhos por jogos disputados nas duas últimas temporadas: 2018 e 2019.

### Promédios
| Pos. | Equipe               | 2018 | 2019 | Pontos | Jogos | Promédio | Rebaixamento                              |
| ---- | -------------------- | ---- | ---- | ------ | ----- | -------- | ----------------------------------------- |
| 1    | Peñarol              | 84   | 74   | 158    | 73    | 2.164    |                                           |
| 2    | Nacional             | 85   | 75   | 160    | 74    | 2.162    |                                           |
| 3    | Cerro Largo          | —    | 69   | 69     | 37    | 1.865    |                                           |
| 4    | Liverpool            | 58   | 59   | 117    | 74    | 1.581    |                                           |
| 5    | Progreso             | 49   | 65   | 114    | 73    | 1.562    |                                           |
| 6    | Plaza Colonia        | —    | 56   | 56     | 37    | 1.514    |                                           |
| 7    | Defensor Sporting    | 58   | 45   | 103    | 73    | 1.411    |                                           |
| 8    | River Plate          | 49   | 51   | 100    | 73    | 1.37     |                                           |
| 9    | Montevideo Wanderers | 55   | 46   | 101    | 74    | 1.365    |                                           |
| 10   | Danubio              | 60   | 41   | 101    | 74    | 1.365    |                                           |
| 11   | Cerro                | 59   | 33   | 92     | 74    | 1.243    |                                           |
| 12   | Fénix                | 43   | 48   | 91     | 74    | 1.23     |                                           |
| 13   | Boston River         | 37   | 48   | 85     | 73    | 1.164    |                                           |
| 14   | Racing (R)           | 47   | 37   | 84     | 74    | 1.135    | Rebaixados para a Segunda Divisão de 2020 |
| 15   | Rampla Juniors (R)   | 37   | 35   | 72     | 74    | 0.973    | Rebaixados para a Segunda Divisão de 2020 |
| 16   | Juventud (R)         | —    | 33   | 33     | 37    | 0.892    | Rebaixados para a Segunda Divisão de 2020 |

## Fase final
|  | Semifinal                      | Semifinal |  |  | Final                                                          | Final | Final |
|  |                                |           |  |  |                                                                |       |       |
|  |                                |           |  |  |                                                                |       |       |
|  | Nacional (campeão do Clausura) | 1         |  |  |                                                                |       |       |
|  | Peñarol (campeão do Apertura)  | 0         |  |  |                                                                |       |       |
|  |                                |           |  |  |                                                                |       |       |
|  |                                |           |  |  | Nacional (Vencedor da semifinal e 1º lugar na pontuação geral) |       |       |

### Semifinal
| 15 de dezembro | Nacional   | 1 – 0     | Peñarol | Montevidéu          |  |
| 17:00          | Zunino 81' | Relatório |         | Estádio: Centenário |  |

## Premiação
| Campeonato Uruguaio de 2019       |
| Uruguai                           |
| --------------------------------- |
| Club Nacional Campeão (47°título) |